# Christof Industries
Christof Industries Global GmbH ist ein österreichischer Unternehmensverband im Bereich industrieller Anlagen- und Maschinenbau mit Sitz in Graz. Im Jahr 2022 ging das Unternehmen insolvent und wurde über zwei Jahre saniert.

## Geschichte
Die Ursprünge gehen in das Jahr 1966 zurück, als Johann Christof sen. die Rohrbau Graz GmbH. gründete. Dieses Unternehmen ging 1988 in Konkurs, und im Anschluss gründete Johann Helmut Christof die J. Christof Gesellschaft m.b.H. In den darauffolgenden Jahren kam es zu Zukäufen und weiteren Firmengründungen, die im Jahr 2003 zur Christof Holding AG vereinigt wurden.
Im Jahr 2015 erfolgte aufgrund neuer Marktorientierung eine Aufspaltung. Der innovationsgetriebene Technologiebereich wurde in die neu gegründete Marke Christof Industries unter Führung von Johann Helmut Christof auf dem internationalen Industriemarkt positioniert.
Kurz nach Gründung des Unternehmens übernahm Christof Industries das oberösterreichische Industrieunternehmen FMT mitsamt seiner Töchter. Im Zuge eines Sanierungsprozesses und Neugründungen wurde die FMT und deren Subunternehmen in die Konzernstruktur der Christof Industries integriert.
Am 30. September 2022 meldet Christof Industries Austria (355 Mitarbeiter) Insolvenz an. Gleichzeitig meldete auf die Holding insolvenz an. Der Sanierungsplan dieser Insolvenz wurde im Dezember 2022 angenommen, wobei die Werkstätten in Wels und Werndorf geschlossen werden sollen. Die Schulden des Unternehmens betrugen 23 Millionen Euro. Im März 2023 wurde der auf zwei Jahre angelegte Sanierungsplan von den Gläubigern angenommen. Seit Ende 2023 ist bei Christof Industries die Restrukturierung abgeschlossen.